# Trichoniscus bosniensis
Trichoniscus bosniensis är en kräftdjursart som beskrevs av Karl Wilhelm Verhoeff 1901. Trichoniscus bosniensis ingår i släktet Trichoniscus och familjen Trichoniscidae. Inga underarter finns listade i Catalogue of Life.